# 阿纳斯塔西娅·切尔尼维卡亚
阿纳斯塔西娅·切尔尼维卡亚（Анастасія Чарняўская，1992年5月29日—），白俄羅斯女子羽毛球運動員。

## 簡歷
2016年6月，阿纳斯塔西娅·切尔尼维卡亚出戰拉脫維亞羽毛球國際賽，與阿莱西亚·扎伊特萨娃合作奪得女子雙打亞軍。

## 主要比賽成績
只列出曾進入準決賽的國際賽事成績：
| 年份   | 賽事                 | 公開賽級別 | 項目     | 拍檔                | 成績   |
| ------ | -------------------- | ---------- | -------- | ------------------- | ------ |
| 2016年 | 拉脫維亞羽毛球國際賽 | 未來系列賽 | 女子雙打 | 阿莱西亚·扎伊特萨娃 | 亞軍   |
| 2017年 | 拉脫維亞羽毛球國際賽 | 未來系列賽 | 女子雙打 | 阿莱西亚·扎伊特萨娃 | 準決賽 |
| 2017年 | 埃及羽毛球國際賽     | 國際系列賽 | 女子雙打 | 阿莱西亚·扎伊特萨娃 | 冠軍   |
| 2018年 | 白俄羅斯羽毛球國際賽 | 未來系列賽 | 混合雙打 | Andrei Klimenkov    | 準決賽 |
| 2018年 | 埃及羽毛球國際賽     | 國際系列賽 | 女子雙打 | 阿莱西亚·扎伊特萨娃 | 準決賽 |
| 2019年 | 克羅地亞羽毛球國際賽 | 未來系列賽 | 女子雙打 | 阿莱西亚·扎伊特萨娃 | 準決賽 |

| 2007-2017年 | 首要超級賽 | 超級賽 | 黃金大獎賽 | 大獎賽 | 國際挑戰賽 | 國際系列賽 | 未來系列賽 | 其他 |

| 2018-2026年 | 總決賽 | 超級1000賽 | 超級750賽 | 超級500賽 | 超級300賽 | 超級100賽 | 國際挑戰賽 | 國際系列賽 | 未來系列賽 | 其他 |